# Villeneuve (Alpes-de-Haute-Provence)
Villeneuve település Franciaországban, Alpes-de-Haute-Provence megyében. Lakosainak száma 4386 fő (2022. január 1.). Villeneuve La Brillanne, Forcalquier, Niozelles, Oraison, Saint-Maime, Valensole és Volx községekkel határos.

## Népesség
A település népessége az elmúlt években az alábbi módon változott:
| Lakosok száma | 861  | 1730 | 2516 | 3413 | 3881 | 4094 | 4196 | 4323 | 4355 | 4386 |
|               | 1968 | 1982 | 1990 | 2006 | 2013 | 2015 | 2017 | 2019 | 2020 | 2022 |